# Albrecht Goes

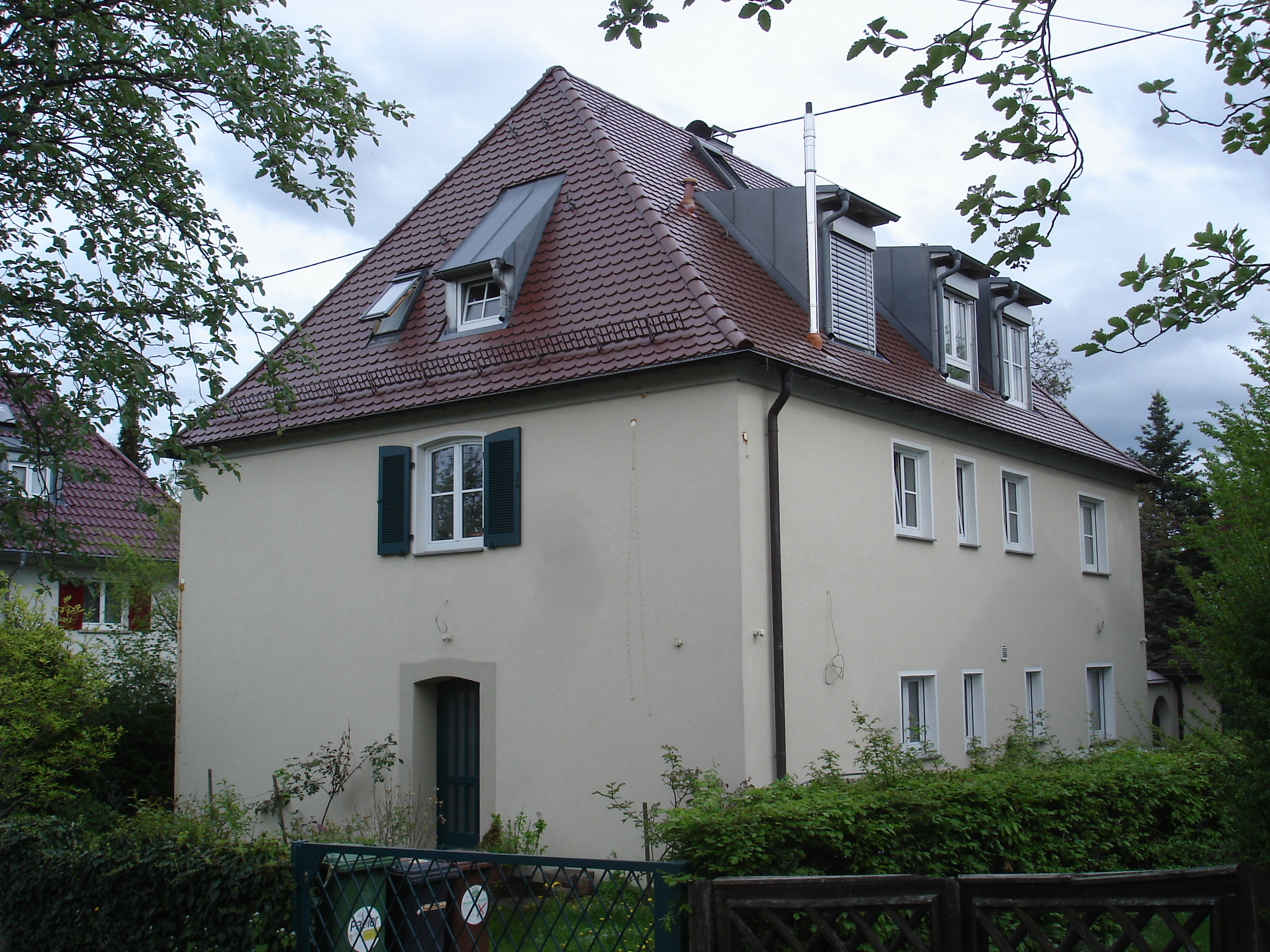

Albrecht Goes (Langenbrettach, 22 marzo 1908 – Stoccarda, 23 febbraio 2000) è stato uno scrittore tedesco.

## Biografia
Albrecht Goes è stato un pastore protestante e scrittore. 
Dopo gli studi teologici venne ordinato pastore luterano nel 1930. 
Prestò servizio come cappellano militare durante la Seconda guerra mondiale.
Nel 1953 decise di lasciare il servizio pastorale per dedicarsi interamente alla scrittura.
Figura eclettica di teologo e libero pensatore, ha pubblicato numerose opere di poesia e prosa.
Il suo testo Notte inquieta (Unruhige Nacht, 1950) è stato tradotto in 18 lingue ed ha ispirato la realizzazione di un film e di uno sceneggiato televisivo della BBC.
Fu corrispondente epistolare di Primo Levi.

## Opere
- Verse; Stuttgart 1932
- Der Hirte. Gedichte; Leipzig 1934
- Heimat ist gut. Zehn Gedichte; Hamburg 1935
- Lob des Lebens. Betrachtungen und Gedichte; Stuttgart 1936
- Vergebung; 1937
- Der Zaungast; 1938
- Der Nachbar. Gedichte; Berlin 1940
- Die Begegnung. Zehn Gedichte; (Privatdruck) 1944
- Der Weg zum Stall; 1946
- Die Herberge. Gedichte; Berlin 1947
- Unruhige Nacht; 1950 (versione italiana di Ruth Leiser, Notte inquieta, Ed. Marcos y Marcos, Milano 2007)
- Das Brandopfer. Erzählung, 1954
- Der Gastfreund. Prosa und Verse; Berlin (Ost) 1958
- Das Sankt Galler Spiel von der Kindheit Jesu, erneuert; 1959
- Zehn Gedichte; Frankfurt a.M. 1961
- Die Gabe und der Auftrag; Berlin (Ost) 1962
- Aber im Winde das Wort. Prosa und Verse aus zwanzig Jahren; Frankfurt a.M. 1963
- Das Löffelchen; 1965
- Tagwerk. Prosa und Verse; Frankfurt a.M. 1976
- Lichtschatten du. Gedichte aus fünfzig Jahren; Frankfurt a.M. 1978
- Erzählungen, Gedichte, Betrachtungen; Frankfurt a.M. 1986
- Keine Stunde schwindet. Eine Auswahl; Berlin (Ost) 1988
- Mit Mörike und Mozart. Studien aus fünfzig Jahren; 1991
- Dunkle Tür, angelehnt. Gedanken an der Grenze des Lebens; 1997
- Das Erstaunen. Begegnung mit dem Wunderbaren; 1998